# Báo giá bán hàng
Một báo giá bán hàng cho phép một người mua tiềm năng xem chi phí nào sẽ liên quan đến công việc mà họ muốn thực hiện. Nhiều doanh nghiệp cung cấp dịch vụ không thể có giá trả trước vì chi phí liên quan có thể khác nhau. Điều này có thể là do các vật liệu sẽ được sử dụng (có thể khác nhau tùy theo nhu cầu cá nhân của khách hàng) và nhân lực cần thiết. Do đó, thực tế phổ biến cho các công ty này là cung cấp cho khách hàng tiềm năng một báo giá (hoặc ước tính) về chi phí cần thiết. Báo giá này sẽ được thực hiện bởi công ty bằng cách sử dụng thông tin mà khách hàng tiềm năng cung cấp, liên quan đến các yếu tố có liên quan có thể ảnh hưởng đến giá. Một báo giá có thể giúp người mua tiềm năng khi quyết định sử dụng công ty nào và họ đang tìm kiếm dịch vụ nào.
Khi xem xét thông tin được cung cấp trên báo giá, không chỉ giá cả là quan trọng; cũng cần phải xem xét chất lượng và tính chuyên nghiệp trong một công ty. Đây là lý do tại sao nó được phổ biến thực hành cho hầu hết các công ty để cung cấp cho khách hàng tiềm năng với danh mục nghiệp vụ và các ví dụ về công việc trước đây. Điều này cũng có thể giúp khách hàng tiềm năng khi quyết định công ty nào chọn cho công việc họ cần phải làm.